# Kaō

Kaō de Hideyoshi Toyotomi.

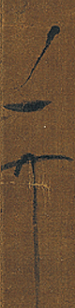
Signature stylisée de l'empereur Huizong.

Un kaō est une marque stylisée utilisée en Extrême-Orient à la place d'une vraie signature.

## Histoire
Les kaō apparaissent en Chine durant la dynastie Tang et atteignent le Japon pendant la période Heian. Bien que leur utilisation se soit raréfiée après l'époque Edo, certains hommes politiques et célébrités d'aujourd'hui continuent à les utiliser. La lecture et l'identification des kaō nécessitaient des connaissances particulières ; des livres entiers consacrés à ce sujet ont été publiés.